# Lijst van grootste agglomeraties van Peru
Dit is een lijst van grootste agglomeraties van Peru; enkel de eerste drie zijn wettelijk erkend (área metropolitana con reconocimiento legal).
Voor steden, zie Lijst van grote Peruviaanse steden
| Nr. | Grootstedelijk gebied  | Regio       | Inwoners metropool 2017 |
| --- | ---------------------- | ----------- | ----------------------- |
| 1   | Lima Metropolitana     | Lima        | 10.217.351              |
| 2   | Trujillo Metropolitano | La Libertad | 977.805                 |
| 3   | Arequipa Metropolitana | Arequipa    | 939.649                 |
| 4   | Chiclayo               | Lambayeque  | 826.497                 |
| 6   | Iquitos                | Loreto      | 480.564                 |
| 7   | Cusco                  | Cuzco       | 442.854                 |
| 8   | Chimbote               | Áncash      | 387.406                 |
| 5   | Piura                  | Piura       | 377.285                 |
| 9   | Huancayo               | Junín       | 370.531                 |

## Samenstelling agglomeraties
- Lima Metropolitana: Gans de provincies Lima en Callao (50 districten, inbegrepen het jongste district van Lima, Mi Perú).

- Trujillo Metropolitano (9 van de 11 districten van de provincie Trujillo): El Porvenir • Florencia de Mora • Huanchaco • La Esperanza • Laredo • Moche • Salaverry • Trujillo • Víctor Larco Herrera.

| District             | Geschatte bevolking 2017 |
| -------------------- | ------------------------ |
| El Porvenir          | 194 002                  |
| Florencia de Mora    | 42 468                   |
| Huanchaco            | 71 379                   |
| La Esperanza         | 188 614                  |
| Laredo               | 35 921                   |
| Moche                | 35 518                   |
| Salaverry            | 18 868                   |
| Trujillo             | 325 219                  |
| Víctor Larco Herrera | 65 816                   |
| Totaal               | 977.805                  |

- Arequipa Metropolitana (19 van de  29 districten van de provincie Arequipa): Alto Selva Alegre • Arequipa • Cayma • Cerro Colorado • Characato • Jacobo Hunter • José Luís Bustamante y Rivero • Mariano Melgar • Miraflores • Mollebaya • Paucarpata • Quequeña • Sabandia • Sachaca • Socabaya • Tiabaya • Uchumayo • Yanahuara • Yura.

| District                      | Geschatte bevolking 2017 |
| ----------------------------- | ------------------------ |
| Alto Selva Alegre             | 84 308                   |
| Arequipa                      | 51 862                   |
| Cayma                         | 95 838                   |
| Cerro Colorado                | 157 131                  |
| Characato                     | 9 993                    |
| Jacobo Hunter                 | 48 459                   |
| José Luís Bustamante y Rivero | 76 080                   |
| Mariano Melgar                | 52 313                   |
| Miraflores                    | 47 724                   |
| Mollebaya                     | 1 958                    |
| Paucarpata                    | 124 700                  |
| Quequeña                      | 1 395                    |
| Sabandia                      | 4 189                    |
| Sachaca                       | 19 844                   |
| Socabaya                      | 82 900                   |
| Tiabaya                       | 14 653                   |
| Uchumayo                      | 12 811                   |
| Yanahuara                     | 25.242                   |
| Yura                          | 28 249                   |
| Totaal                        | 939.649                  |

- Chiclayo: Chiclayo • Etén • Etén Puerto • José Leonardo Ortiz • La Victoria • Lambayeque • Monsefú • Pimentel • Pomalca • Reque • San José • Santa Rosa.

| District            | Geschatte bevolking 2017 |
| ------------------- | ------------------------ |
| Chiclayo            | 296 194                  |
| Etén                | 10 518                   |
| Etén Puerto         | 2 144                    |
| José Leonardo Ortiz | 197 627                  |
| La Victoria         | 92 360                   |
| Lambayeque          | 79 305                   |
| Monsefú             | 32 068                   |
| Pimentel            | 45 724                   |
| Pomalca             | 25 634                   |
| Reque               | 15 269                   |
| San José            | 16 723                   |
| Santa Rosa          | 12 931                   |
| Totaal              | 826.497                  |

- Piura: Castilla • Catacaos • Piura.

| District | Geschatte bevolking 2017 |
| -------- | ------------------------ |
| Castilla | 146 437                  |
| Catacaos | 74 002                   |
| Piura    | 156 846                  |
| Totaal   | 377.285                  |

- Iquitos: Belén • Iquitos • Punchana • San Juan Bautista.

| District          | Geschatte bevolking 2017 |
| ----------------- | ------------------------ |
| Belén             | 76 973                   |
| Iquitos           | 149 773                  |
| Punchana          | 93 391                   |
| San Juan Bautista | 160 427                  |
| Totaal            | 480.564                  |

- Cusco: Cusco • San Jerónimo • San Sebastián • Santiago • Wanchaq.

| District      | Geschatte bevolking 2017 |
| ------------- | ------------------------ |
| Cusco         | 121 018                  |
| San Jerónimo  | 47 967                   |
| San Sebastián | 117 681                  |
| Santiago      | 91 348                   |
| Wanchaq       | 64 840                   |
| Totaal        | 442.854                  |

- Chimbote: Chimbote • Coishco • Nuevo Chimbote.

| District       | Geschatte bevolking 2017 |
| -------------- | ------------------------ |
| Chimbote       | 214 983                  |
| Coishco        | 15 979                   |
| Nuevo Chimbote | 156 444                  |
| Totaal         | 387.406                  |

- Huancayo: Chilca • El Tambo • Huancayo.

| District | Geschatte bevolking 2017 |
| -------- | ------------------------ |
| Chilca   | 87 368                   |
| El Tambo | 164 983                  |
| Huancayo | 118 180                  |
| Totaal   | 370.531                  |